# Campionat de La Paz de futbol
El campionat de La Paz de futbol fou la màxima competició futbolística boliviana fins a la creació del Campionat Nacional. Hi participaven clubs de la ciutat de La Paz.

## Historial
Font:

### Campionat amateur
- 1914 The Strongest
- 1915 Colegio Militar
- 1916 The Strongest
- 1917 The Strongest
- 1918-21 no es disputà
- 1922 The Strongest
- 1923 The Strongest
- 1924 The Strongest
- 1925 The Strongest
- 1926 no es disputà
- 1927 Nimbles Sport
- 1928 Colegio Militar
- 1929 Universitario La Paz
- 1930 The Strongest
- 1931 Nimbles Sport
- 1932 Bolívar
- 1933 no es disputà
- 1934 no es disputà
- 1935 The Strongest
- 1936 Ayacucho
- 1937 Bolívar
- 1938 The Strongest
- 1939 Bolívar
- 1940 Bolívar
- 1941 Bolívar
- 1942 Bolívar
- 1943 The Strongest
- 1944 Ferroviario
- 1945 The Strongest
- 1946 The Strongest
- 1947 CD Lítoral
- 1948 CD Lítoral
- 1949 CD Lítoral

### Torneo Departamental(semiprofessional)
- 1950 Bolívar (1)
- 1951 Always Ready (1)
- 1952 The Strongest (1)
- 1953 Bolívar (2)

Entre parèntesis, considerats campionats bolivians.